# الدوري الألماني الشرقي 1965–66
الدوري الألماني الشرقي 1965–66 هو الموسم 19 من الدوري الألماني الشرقي. أقيم خلال الفترة 14 أغسطس 1965 وحتى 14 مايو 1966، وأشرف على تنظيمه الاتحاد الأوروبي لكرة القدم، وكان عدد الأندية المشاركة فيه 14، وفاز فيه نادي فرانكفورت.